# Gunship
Pour le jeu vidéo, voir Gunship (jeu vidéo)

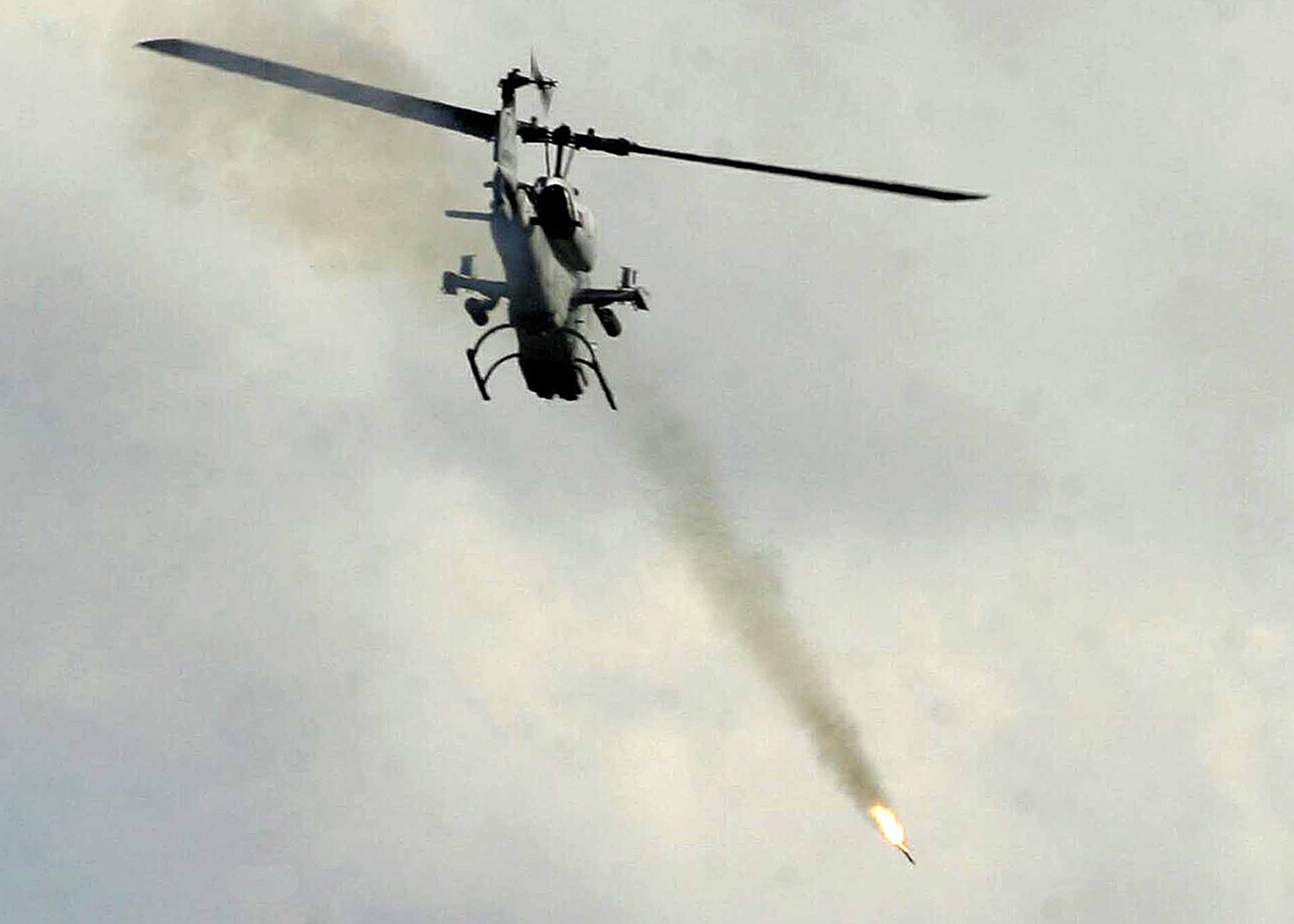
Tir d'un AH-1 Cobra, l'un des premiers Gunship

Le terme « Gunship » peut avoir plusieurs significations selon les contextes mais, dans tous les cas, il fait référence à un navire ou aéronef de petite taille lourdement armé. Le terme est apparu dans les marines militaires au milieu du XIXe siècle comme synonyme de gunboat (canonnière). Plus récemment, le terme gunship a été utilisé pour désigner les hélicoptères armés, puis pour des avions d'attaque au sol armés de mitrailleuses et de canons en sabord (par opposition aux avions d'attaque au sol classiques utilisant un armement orienté dans l'axe de l'aéronef). Le terme de gunship pour désigner de tels avions est souvent traduit en français par « canonnière volante ».

## Hélicoptères
Les toutes premières expérimentations d'hélicoptères armées ont lieu en 1957 durant la guerre d'Algérie sous la direction du colonel Félix Brunet de l'armée de l'air française - d'abord à l'insu de l'état-major -. Un Sikorsky H-19 puis un H-34 sont utilisés pour différentes configurations allant de l'emport de LRAC de 73 mm Modèle 1950, de bazooka, roquettes et de mitrailleuses et canons divers. Finalement, deux escadres sont mises en œuvre avec des H-34 nommés « pirates » armés de trois mitrailleuses 12,7 mm et un canon de 20mm MG.151/20 sur affût en sabord. Les essais suivis par Sikorsky seront étudiés par les forces américaines.
L'A/ACH-47A est une tentative d'application du concept de gunship à un hélicoptère de transport CH-47 Chinook. Quatre hélicoptères de cette version Armed/Armored CH-47A, surnommée « Guns-A-Go-Go », ont été conçus en 1965. Trois d'entre eux furent envoyés en République du Viêt Nam, mais ils s'avérèrent trop lourds et peu manœuvrables, et seul un des ACH-47A était encore en état de vol en 1968. Le programme fut arrêté à la suite de cet échec.
Le Bell UH-1B de façon expérimental à partir de 1962 puis UH-1C fut la première version armée du Huey (Huey Gunship). Son armement, variant selon le temps, les missions (appui au sol ou escorte) : deux mitrailleuses de 7,62 mm couplées en parallèle de chaque côté du fuselage, d'une tourelle lance-grenade placée sous le nez de l'appareil et de deux lance-roquettes triple de 70 mm.
Le Bell AH-1 Cobra fut utilisé lors de la guerre du Viêt Nam à partir d'août 1967, et notamment lors de l'offensive du Tết. À la fin de l’année 1968, 337 Cobras étaient en action sur ce théâtre des opérations. La version G a accumulé 1 110 716 heures de vol sur ce théâtre d'opérations. Sur les 1 116 AH-1G Cobra construit, il y eut environ 300 pertes au Vietnam, dont environ les deux tiers dans des accidents opérationnels.

## Les avions armés

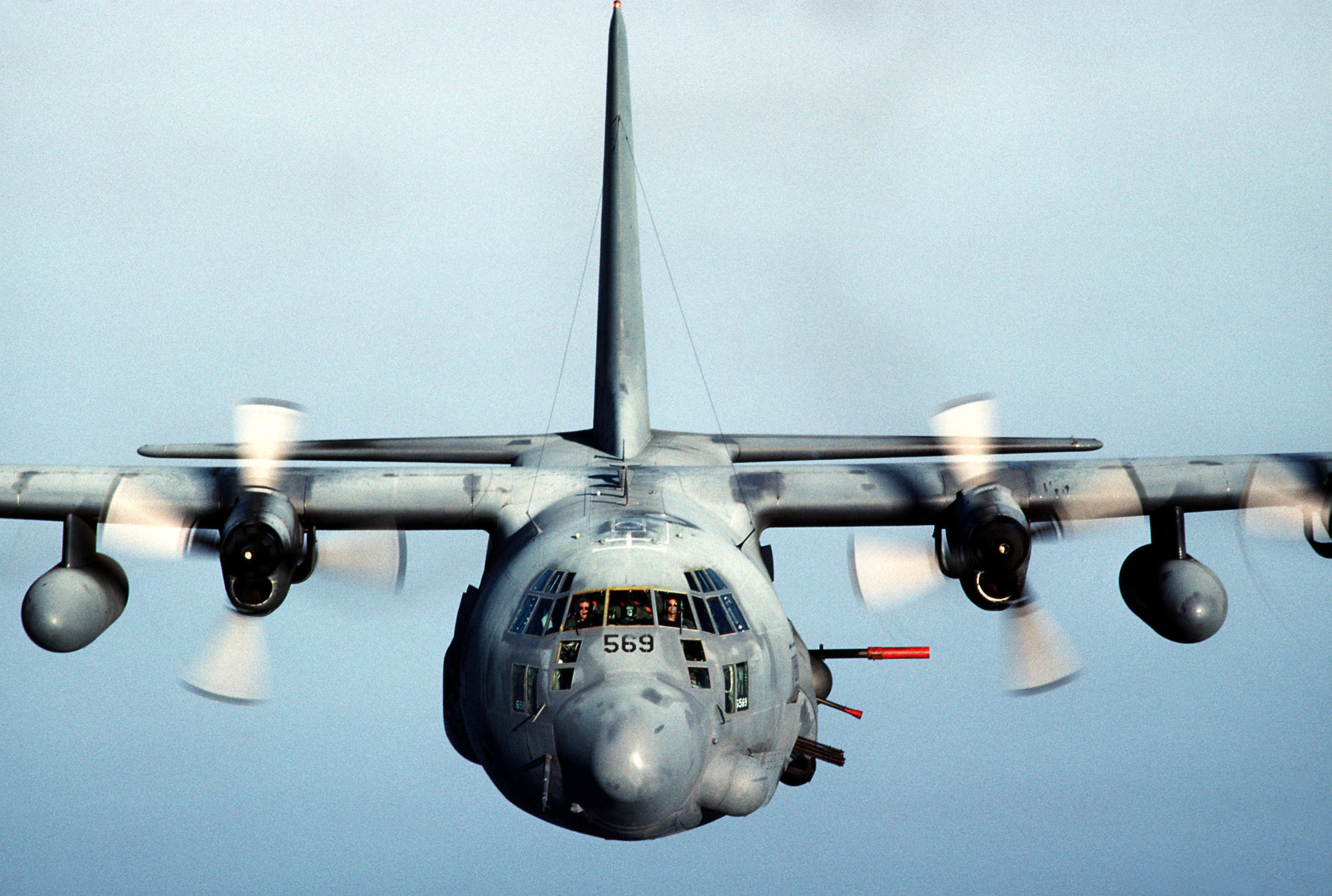
Lockheed AC-130 de l'USAF.

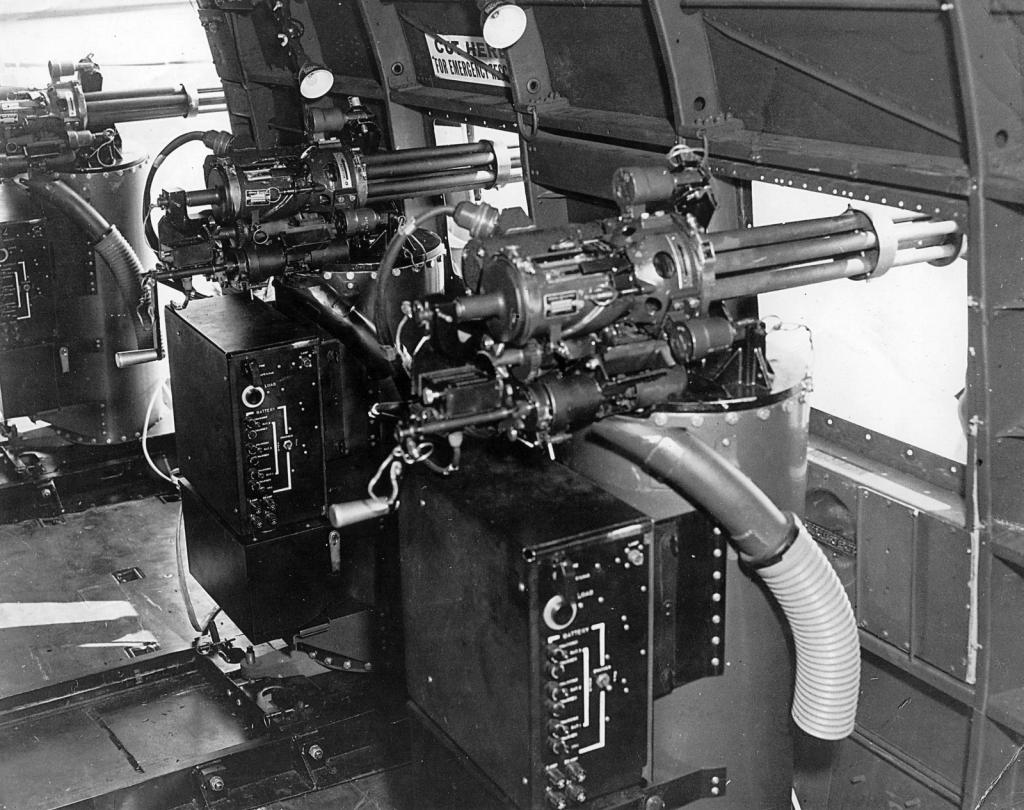
Intérieur d'un AC-47 Spooky, avec les trois MXU-470/A minigun.

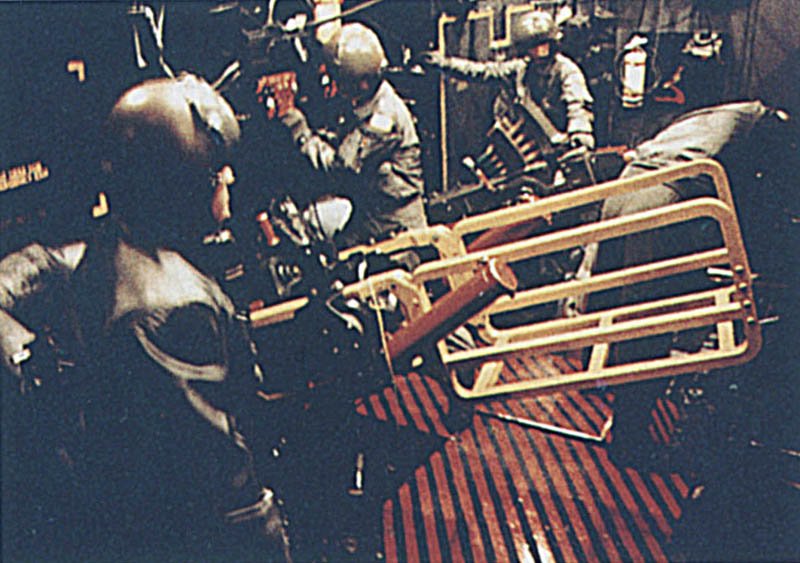
L'intérieur de la soute d'un AC-130U. Un obusier de 105 mm est au premier plan.

Les avions gunships sont un type particulier d'avion d'attaque au sol. Il s'agit très majoritairement d'avions de transport armés de mitrailleuses et de canons, et généralement équipés de systèmes de senseurs appropriés pour détecter et orienter les tirs (radar, système optique à bas niveau de lumière, caméra infrarouge, etc.).
De tels avions sont capables de mener des missions d'attaque au sol classiques, pour lesquelles leur rayon d'action important et leur capacité d'emport de charge sont des avantages certains. Leurs particularités (faible vitesse, armes tirant par des sabords vers les côtés et non vers l'avant) ont conduit au développement de tactiques d'emplois spécifiques, comme tourner à faible vitesse au-dessus d'un objectif en faisant feu en continu.
Si la France a réalisé quelques essais avec une version spéciale du Nord 2501 Noratlas équipée de deux canons de 20 mm en sabord, seuls les États-Unis ont réellement mis en œuvre ce type d'avion. Leur premier modèle fut l´AC-47 Spooky, version du Douglas C-47 Skytrain développée en 1964 et employée aussitôt pendant la guerre du Viêt Nam. Le Spooky emportait trois minigun de 7,62 mm approvisionnées à raison de 16 500 coups.
Le modèle le plus connu est le Lockheed AC-130 Spectre, une version du Lockheed C-130 Hercules créée pendant la guerre du Viêt Nam, et dont des variantes toujours modernisées sont encore en service actuellement.
Dans les années 1960, pour assurer un intérim avant l'arrivée de l'AC-130, deux versions gunship du Fairchild C-119 Flying Boxcar furent également produites, les Fairchild AC-119 Shadow et Stinger. L'United States Navy fit aussi une brève tentative avec quatre Lockheed P-2 Neptune, transformés entre 1968 et 1969.

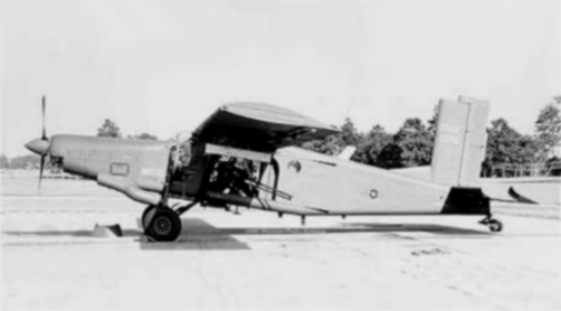
Un AU-23A Peacemaker à Eglin AFB en 1972.

À la fin des années 1960, les États-Unis cherchèrent à créer un gunship à bas coût pour les forces aériennes étrangères alliées engagées contre des guérillas. Dans le cadre du programme Credible Chase, des avions légers monomoteurs ayant des capacités ADAC furent modifiés avec un canon tritube de 20 mm en sabord et des pylônes sous les ailes pour l'emport de charges. Deux modèles furent produits, l´AU-23A Peacemaker, basé sur le Pilatus PC-6 Turbo Porter (produit sous licence aux États-Unis par Fairchild), et l´AU-24A Stallion, dérivé du Helio H550A Stallion. Après leur mise au point, les AU-23 furent vendus à la Thaïlande et les AU-24 au Cambodge dans les années 1970.
En 2008, le département de la Défense annonce vouloir transformer un avion-cargo léger C-27J en prototype de gunship à relativement bas coût équipé de canons de 25 et 40 mm déjà en service.
En 2010, on annonce l'achat de seize nouveaux AC-130 Gunship qui devraient être mis en service d'ici 2013, portant la flotte d'AC-130 à un total de 33 appareils.
En 2011, la Force aérienne royale jordanienne décide de faire transformer en gunships ses deux EADS CN-235 par Alliant Techsystems, pour une entrée en service en 2013.
Le 30 juillet 2012, l'avionneur Lockheed Martin a lancé la fabrication du premier AC-130J, la nouvelle génération du Hercules gunship.

### Vidéo
- Vidéo de démonstration illustrant la capacité de feu d'un AC-130 H
- Vidéo montrant une mission en Afghanistan depuis le viseur d'un AC-130 H